# Бельвілл (Нью-Йорк)
Бельвілл (англ. Belleville) — переписна місцевість (CDP) в США, в окрузі Джефферсон штату Нью-Йорк. Населення — 233 особи (2020).

## Географія
Бельвілл розташований за координатами 43°47′3″ пн. ш. 76°7′1″ зх. д. / 43.78417° пн. ш. 76.11694° зх. д. (43.784192, -76.116915).  За даними Бюро перепису населення США в 2010 році переписна місцевість мала площу 0,68 км², уся площа — суходіл.

## Демографія
Згідно з переписом 2010 року, у переписній місцевості мешкало 226 осіб у 76 домогосподарствах у складі 59 родин. Густота населення становила 330 осіб/км².  Було 87 помешкань (127/км²).
Расовий склад населення:
| - 99,1 % — білих - 0,4 % — азіатів |

До двох чи більше рас належало 0,4 %. Частка іспаномовних становила 1,8 % від усіх жителів.
За віковим діапазоном населення розподілялося таким чином: 30,1 % — особи молодші 18 років, 56,2 % — особи у віці 18—64 років, 13,7 % — особи у віці 65 років та старші. Медіана віку мешканця становила 36,0 року. На 100 осіб жіночої статі у переписній місцевості припадало 93,2 чоловіків;  на 100 жінок у віці від 18 років та старших — 90,4 чоловіків також старших 18 років.
За межею бідності перебувало 45,6 % осіб, у тому числі 57,3 % дітей у віці до 18 років та 0,0 % осіб у віці 65 років та старших.
Цивільне працевлаштоване населення становило 124 особи. Основні галузі зайнятості: будівництво — 29,0 %, сільське господарство, лісництво, риболовля — 19,4 %, публічна адміністрація — 11,3 %, фінанси, страхування та нерухомість — 11,3 %.